# José Francisco Conrado de Villalonga
José Francisco Conrado de Villalonga (Palma, 1940) abogado y político mallorquín que ha ejercido posiciones de alta dirección en la Fundación La Caixa.

### Obra
- La procuración real en el Reino de la Almudaina (1991)
- El Real sitio de la Almudaina. Palacio de los Reyes de Mallorca (1992)

## Biografía
Fue delegado del Real Patrimonio y consejero de Cultura del Consejo General Interinsular (1979-83). 
En 1990 fue nombrado delegado general de la Caja de Ahorros y Pensiones de Cataluña y Baleares. En 1996 se encargó de la subdirección general de esta entidad financiera y en 2004 fue nombrado director de la Obra Social y director general de la Fundación "la Caixa". En 2007 recibió el Premio Ramon Llull.
Es delegado en las Baleares de la orden de Malta. y desde le año 2018 es presidente de la Unión de la Nobleza del Antiguo Reyno de Mallorca.
En 2023 es nombrado miembro número 65 de la Real Academia Mallorquina de Estudios Históricos, Genealógicos y Heráldicos.